# Conistra brunnescens
Conistra brunnescens là một loài bướm đêm trong họ Noctuidae.